# 邙山

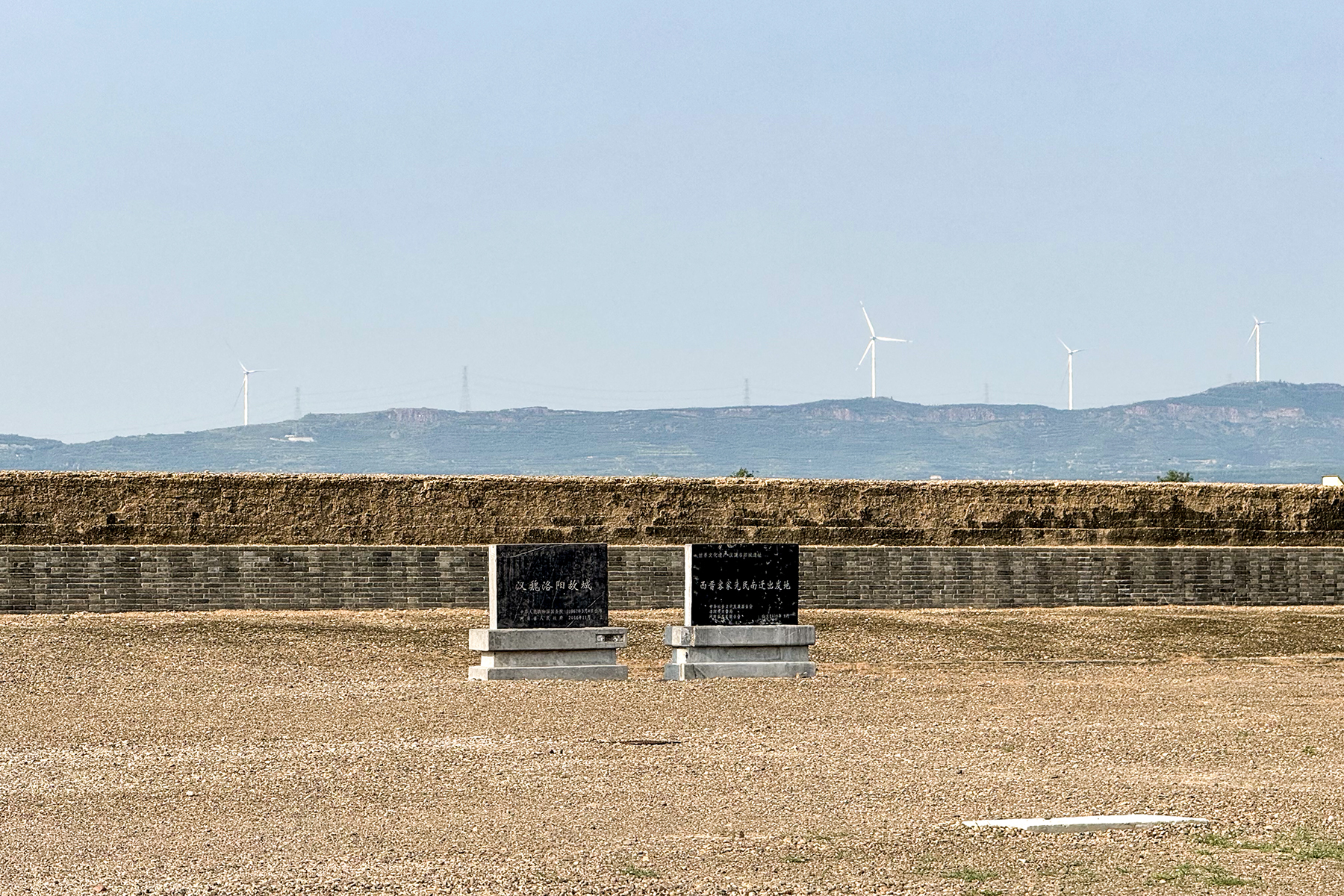
从汉魏洛阳故城宫城遗址望向邙山

邙山，山名，又名氓山，古名郏山，又称北邙，俗称邙岭。位於河南西部，是秦嶺山脈的北支，距離太行山四五百公里，靠近黃河邊上，與崤山互為犄角，古有天險之稱。

## 自然地理
邙山位于河南省洛阳市北，黄河南岸，是秦岭山脉的餘脉，崤山支脉。广义的邙山起自洛阳市北，沿黄河南岸绵延至郑州市北的广武山，长度100多公里。狭义的邙山仅指洛阳市以北的黄河与其支流洛河的分水岭。

## 人文古蹟
邙山海拔300米左右。邙山为黄土丘陵地，是洛阳北面的一道天然屏障，也是军事上的战略要地。最高峰为翠云峰，在今市区正北，上有唐玄元皇帝庙。
由于邙山山川绚丽，风光宜人，山虽不高，但土厚水低，宜于殡葬，所以邙山上多古代帝王陵墓，比较有名的有东周皇陵、东汉皇陵，曹魏、西晋和北魏时期的皇陵。不誇張的說，邙山自东汉以来就是洛阳人的墓地。《后汉书》卷十下《桓帝邓皇后纪》: “诏废后，送暴室，以忧死。立七年，葬于北邙。”《西京杂记》載: “何武葬北邙山薄龙坂，王嘉冢东北一里。”貞觀元年，李勣愛女卒，葬北邙。故有謂：“生在蘇杭，葬在北邙”。历代更無數詩咏邙山。晋代诗人张载《七哀诗》云：“北邙何累累，高陵有四五。借问谁家坟，皆云汉世主。”陶渊明《拟古诗》云: “一旦百岁后，相与还北邙。”白居易詩感慨道:“何事不隨東洛水，誰家又葬北邙山？”沈佺期《邙山》云: “北邙山上列坟茔，万古千秋对洛城。”張籍有詩云:“洛陽北門北邙道，喪車轔轔入秋箪。”王建《北邙行》云:“北邙山頭少閑土，盡是洛陽人舊墓。舊墓人家歸葬多，堆著黄金無買處。”
清末因修建隴海鐵路而毁损了部分唐代墓葬，由此發現大量的唐三彩陶器。古董商将其运至北京，引起学者王国维、罗振玉等的高度重视。现存有秦相吕不韦、南朝陈后主、南唐李后主、西晋司马氏、汉光武帝刘秀的原陵、唐朝诗人杜甫、大书法家颜真卿等历代名人之墓。现在建有中国第一座古墓博物馆－洛阳古墓博物馆。

### 歷史傳說
相传老子曾在邙山炼丹，山上建有上清观以奉祀老子。张道陵亦在北邙山隐炼修道，所以此山被视为道教的发源地之一。附近还有道教寺观吕祖庵、武则天避暑行宫、中清宫、下清宫等古建筑。唐朝诗人张籍诗云：“人居朝市未解愁，请君暂向北邙游。”“邙山晚眺”被誉为“洛阳八景”之一。唐、宋以降，每逢重阳佳节，上邙山游览者络绎不绝。
邙山的西端有仰韶文化遗址，这是新石器时期黄河中游地区人类文明的一个标志。

## 武俠小說中的邙山
邙山流傳最廣的傳說，當數現代武俠小說中的邙山派，其中又以梁羽生小說為佼佼者，位於河南邙山玄女觀。

## 外部連結
- 典故 邙山 （页面存档备份，存于）
- 洛陽邙山陵墓羣 （页面存档备份，存于）

## 延伸阅读
[在维基数据编辑]
 《欽定古今圖書集成·方輿彙編·山川典·北邙山部》，出自陈梦雷《古今圖書集成》